# Aeletes fuscus
Aeletes fuscus är en skalbaggsart som beskrevs av Yélamos 1998. Aeletes fuscus ingår i släktet Aeletes och familjen stumpbaggar. Inga underarter finns listade i Catalogue of Life.